# Iuri Țolacovici Oganesian
Iuri Țolacovici Oganesian (în rusă Юрий Цолакович Оганесян, transliterat: Jurij Colakovič Oganesjan; n. 14 aprilie 1933, Rostov-pe-Don, RSFS Rusă, URSS) este un fizician rus. Este directorul științific al Institutului Unificat de Cercetări Nucleare din Dubna.

## Viață și carieră
Iuri Oganesian a studiat între ani 1951-1956 fizica nucleară la Institutul de Fizică și Inginerie din Moscova. Cariera și-a început-o la Institutul Kurceatov din Moscova unde a lucrat 1958 în laboratorul de reacții nucleare. În 1969 a obținut gradul universitar de doctor în domeniul fisiunii nucleare. El a fost implicat semnificativ în descoperirea elementelor cu numerele atomice mai mari de 102.
Iuri Oganesian este considerat unul dintre cei mai experimentați oameni de știință în domeniul cercetării ionilor grei. Raza lui de activitate cuprinde: sinteza și descrierea elementelor grele, dezvoltarea de acceleratoare de ioni și metode pentru studierea reacțiilor în fisiunile nucleare, fascicule de ioni de radiații radioactive și de particule încărcate. El conduce, de asemenea, cercetarea de bază privind aplicarea cunoștințelor în procesele tehnologice moderne, de exemplu, în medicină.
Ideile sale inovatoare au contribuit la producerea elementelor cu masa atomică între 102 și 118 astfel colaborând la descoperirea: Rutherfordiu, Dubniu, Seaborgiu, Bohriu, Nihoniu, Fleroviu și Livermoriu. Aceste descoperiri nu i se pot atribui în mod unic lui sau grupului lui de cercetători, aceste studii făcându-se în cooperare cu institute din alte țări dar el este principala sursă a fundamentelor teoretice. La descoperirea acestor elemente a cooperat cu institutele:Berkeley și Livermore, CERN de la Geneva și GSI din Darmstadt.
Ultimul element descoperit de Iuri Oganesian împreună cu grupul său de cercetători a fost elementul oganesson, denumit în onoarea lui. Numirea a fost făcută oficială în 28 noiembrie 2016. Este a doua oară, după seaborgiu, când un element a fost denumit după o persoană în viață.

## Premii
Iuri Oganesian a primit nenumărate premii dar le vom aminti pe cele mai însemnate:
- Premiul de stat al URSS în 1975
- Premiul Humboldt pentru Cercetare (Germania, 1995)
- Primul câștigor al premiilor Lise-Meitner ale Societații Europene de Fizică, 2002
- Doctor Honoris Causa al Universității din Messina, Italia, 2002
- Doctorant onorific al Universității Johann Wolfgang Goethe din Frankfurt pe Main. (Germania, 2002)
- Începând de pe 22 mai 2003 este membru cu drepturi depline a Academiei de Științe a Rusiei.